# Joanna Lumley, Baroness Lumley

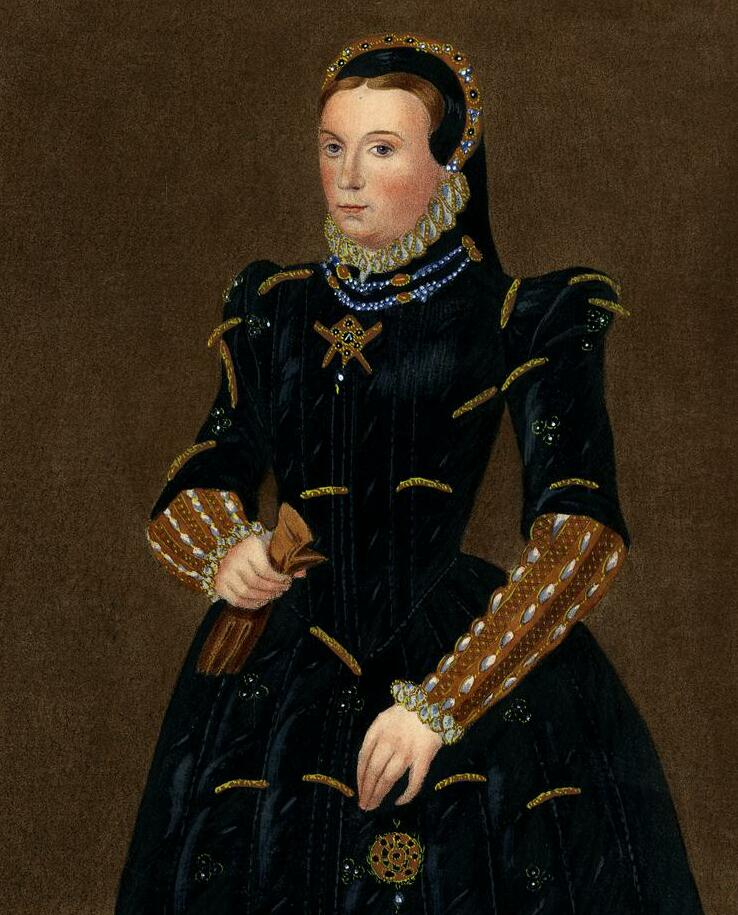
Joanne Lumley in einer Lithografie eines unbekannten Künstlers des 19. Jahrhunderts nach einem zeitgenössischen Gemälde von Sieuwert van der Meulen, British Museum (Inv. 1873,0510.1002)

Joanna Lumley, Baroness Lumley, auch Jane oder Joan, geborene FitzAlan, (* 1537; † 27. Juli 1578 in London) war eine englische Adelige und Pionierin bei der Übersetzung antiker griechischer Autoren ins Englische.

## Leben und Leistungen
Lady Joanna FitzAlan war die älteste Tochter des späteren Lord Chamberlain of the Household unter Heinrich VIII. und Eduard VI., Henry FitzAlan, 19. Earl of Arundel, aus dessen erster Ehe mit Lady Katherine Grey (1512–1542), Tochter des Thomas Grey, 2. Marquess of Dorset. Ihre Mutter war die Schwester von Henry Grey, 1. Duke of Suffolk, und Joanna damit eine Cousine der Neun-Tage-Königin Jane Grey. Sie hatte zwei jüngere Geschwister, den Bruder Henry FitzAlan, Lord Mautravers (1538–1556) und die Schwester Mary Howard, Duchess of Norfolk (1540–1557). Nach dem Tod der Mutter heiratete der Vater in zweiter Ehe Mary Arundell, die Tochter von Sir John Arundell (1474–1545), Gutsherr von Lanherne in Cornwall. Die drei Kinder wurden sehr gut ausgebildet, insbesondere die beiden Töchter erhielten eine für ihre Zeit weit überdurchschnittliche Ausbildung, wozu auch das Erlernen von Latein und Altgriechisch gehörte. Wahrscheinlich wurden sie von Hauslehrern unterrichtet und konnten sicher die berühmte Bibliothek ihres Vaters benutzen. Zwischen 1550 und 1553 heiratete sie John Lumley, 1. Baron Lumley (um 1533–1609), der ebenso wie ihr Bruder 1549 ein Studium an der Universität Cambridge begonnen hatte. Lord Lumley war selbst ein hochgebildeter Mann, der sich als Übersetzer betätigte und Bücher sammelte. Er unterstützte die wissenschaftlichen Neigungen seiner Gattin, beide reisten einmal gemeinsam nach Italien. Lady Lumley wie auch ihr Gatte bekannten sich zum Katholizismus, überstanden dennoch die Regierungszeit von Eduard VI. unbeschadet. Bei der Krönung von Maria I. waren sie zugegen. Auch die Regierungszeit Elisabeths I. überstanden sie schadlos. Das Paar hatte zwei Söhne und eine Tochter, die jedoch alle im Kindesalter starben. Zunächst lebten sie auf Lumley Castle in Durham, später bei Joannas Vater in Nonsuch Palace, wo sie diesen während seiner langen Krankheit pflegte. Dennoch starb sie noch vor ihrem Vater, am 27. Juli 1578 in Arundel House, London. Sie wurde am 19. August 1578 in der Kirche St Clement Danes bestattet. Ihre sterblichen Überreste wurden vermutlich später nach Cheam in Surrey umgebettet, wo ihr Witwer ihr 1596 in der Lumley Chapel ein beeindruckendes Grabdenkmal errichten ließ. Da der Bruder schon früh verstarb und auch Lady Lumley keine Kinder hinterließ, gingen beim Tod ihres Vaters dessen Adelstitel als 20. Earl of Arundel an den Sohn der Schwester, Philip Howard, über.

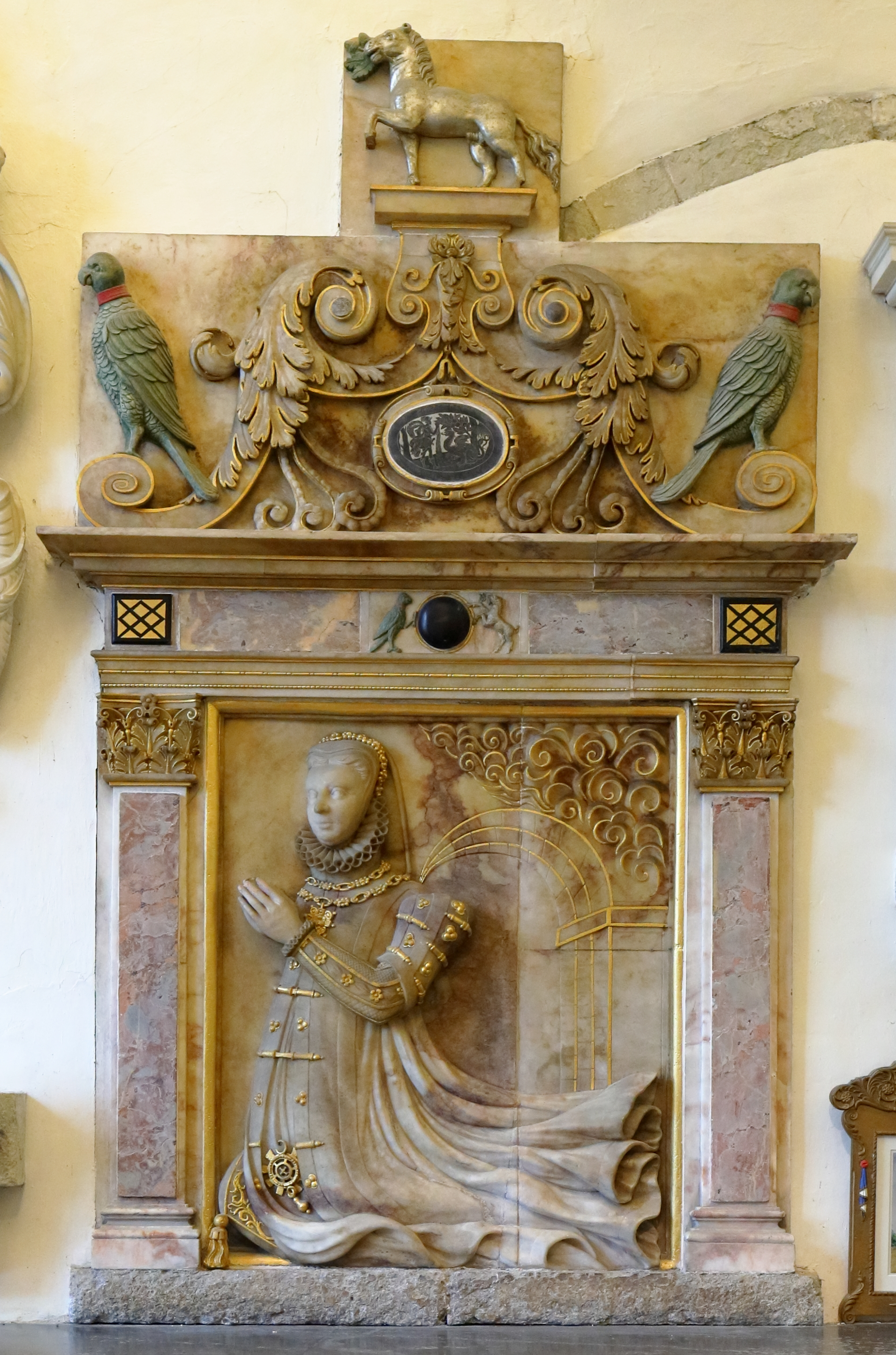
Grabmal Lumleys in der Lumley Chapel, errichtet 1596.

Lady Lumleys Beherrschung der Alten Sprachen ist in mehreren Beispielen überliefert. So kennt man bis heute die Übersetzung von fünf altgriechischen Reden des Isokrates ins Lateinische von ihrer Hand. Zudem sind zwei auf Latein verfasste Briefe an ihren Vater erhalten. Berühmt machte sie aber die Übersetzung von Iphigenie in Aulis des griechischen Tragikers Euripides. Es wird angenommen, dass es sich dabei um eine Übersetzung handelt, die sie zur Unterstützung ihres Mannes um das Jahr 1550 machte, der zu dieser Zeit Institutio Principis Christiani von Erasmus von Rotterdam aus dem Lateinischen ins Englische übertragen musste. Der gewählte Stoff, der Selbstaufopferung für Jemand Anderes beinhaltet, ist somit keine zufällige Wahl. Es ist wahrscheinlich, dass sie eine Kopie der Handschrift oder eine Druckausgabe der 1506 publizierten Ausgabe benutzte, die Erasmus ins Lateinische übertragen hatte und der der griechische Originaltext beigegeben war. Von späteren Generationen von Altphilologen ist die Übersetzung scharf kritisiert worden, da sie wenig anspruchsvoll sei, die Handlung über Beschreibungen erklärt wird, Reden verändert und der Chorgesang gekürzt wurde. Zudem waren auch einige grobe Übersetzungsfehler dabei. Dennoch wird die Pionierleistung Lady Lumleys anerkannt und positiv beurteilt. Patricia Dmers etwa meint, dass es sich bei der Übertragung weniger um eine Übersetzung als um eine Paraphrasierung handelt, dass es sich dennoch um eine überragende geistige Leistung handelte, auf der spätere Generationen aufbauen und es besser machen konnten. Die Übertragung machte Lady Lumley zur ersten Frau, möglicherweise sogar zur ersten Person überhaupt, die ein griechisches Theaterstück ins Englische übertragen hat. Zudem war sie  die erste derzeit bekannte Frau, die ein Theaterstück in englischer Sprache niedergeschrieben hat. Die Manuskripte verblieben bis zum Tod des Vaters in dessen Bibliothek und kamen dann mit dieser in die Bibliothek Lord Lumleys. 1609 ging diese nach Lord Lumleys Tod in den Besitz der Krone über und kam so in den Besitz der British Library, zu deren Sammlung damit heute auch das Manuskript der Euripides-Übersetzung gehört. Auch von ihrer Schwester Mary sind Übersetzungen aus der Schulzeit erhalten, die lange der Stiefmutter Mary Arundell zugeschrieben wurden.

## Schriften
- The Tragedie of Iphigeneia. In: Diane Purkis (Herausgeberin): Three Tragedies by Renaissance Women. Penguin, Harmondsworth 1998, S. 1–35.